# Pagamea standleyana
Pagamea standleyana är en måreväxtart som beskrevs av Julian Alfred Steyermark. Pagamea standleyana ingår i släktet Pagamea och familjen måreväxter. Inga underarter finns listade i Catalogue of Life.